# Dicranomyia didyma
Dicranomyia didyma là một loài ruồi trong họ Limoniidae. Chúng phân bố ở miền Cổ bắc.